# Temple de Kailāsanātha
El temple de Kailāsantātha o temple Kailash és un dels 34 monestirs i temples que s'estenen sobre més de 2 km que van ser excavats costat a costat en la paret d'un penya-segat de basalt al complex arquitectònic localitzat a Ellora, Maharashtra, Índia. Representa l'essència de l'arquitectura rupestre de l'Índia. Està dissenyat per recordar la muntanya Kailāsh, habitada pel déu Xiva. Tot i que mostra característiques típiques dravídiques, fou tallada en una sola roca i construïda al s. VIII pel rei Raixtrakuta Krishna I.
El temple és famós per la seua excavació vertical. Els talladors començaren pel cim de la roca originària i excavaren cap avall, afaiçonant el temple de la roca existent. Els mètodes tradicionals foren seguits de manera estricta pel mestre arquitecte que no podria haver-ho assolit excavant-ne pel front. Els arquitectes que dissenyaren el temple provenien del regne meridional de Pal·lava. Degueren extraure'n al voltant de 200.000 tones de roques durant segles per construir l'estructura monolítica.

## Galeria d'imatges

Temple de Kailāsanātha
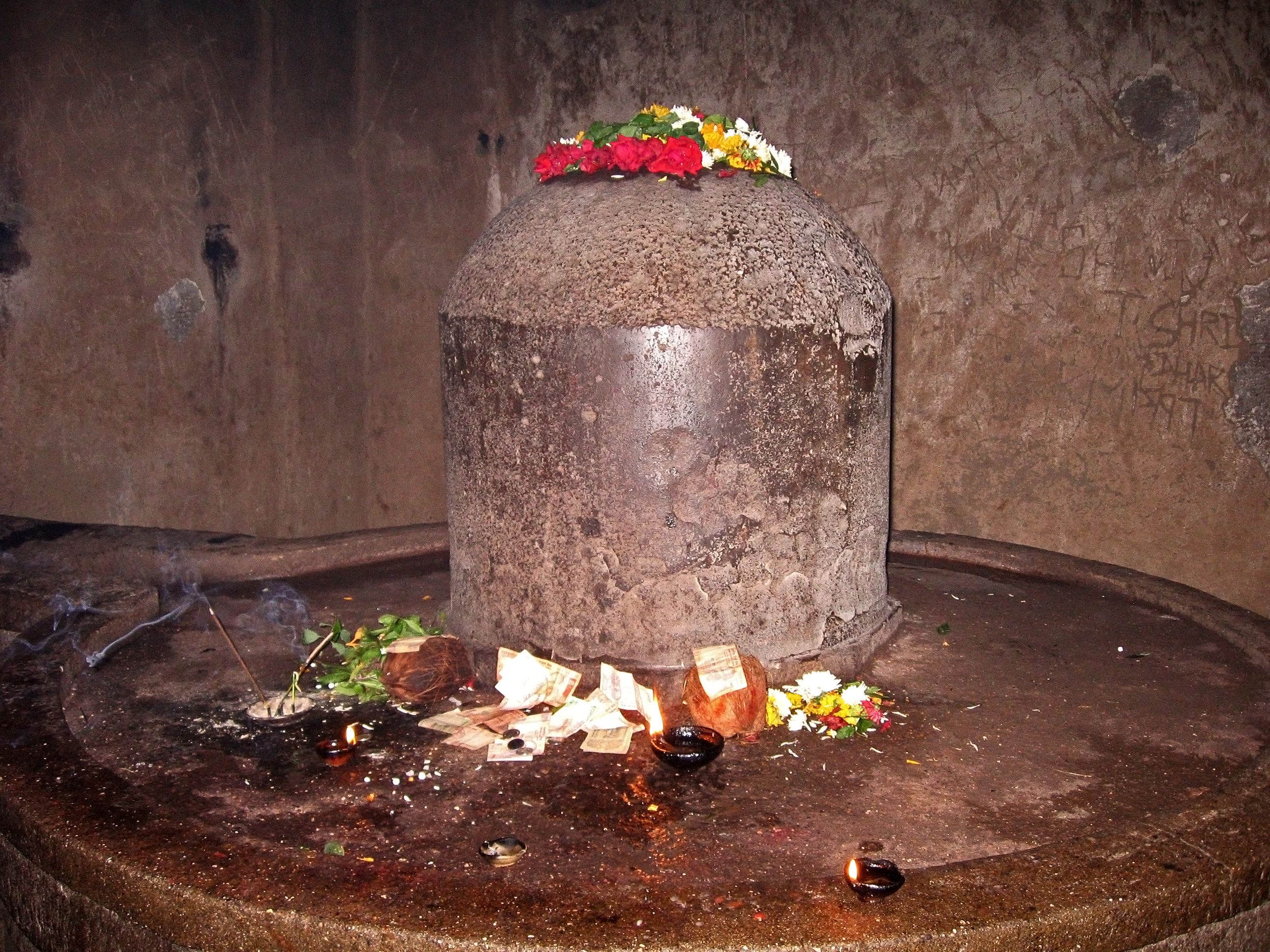
Lingam de Xiva
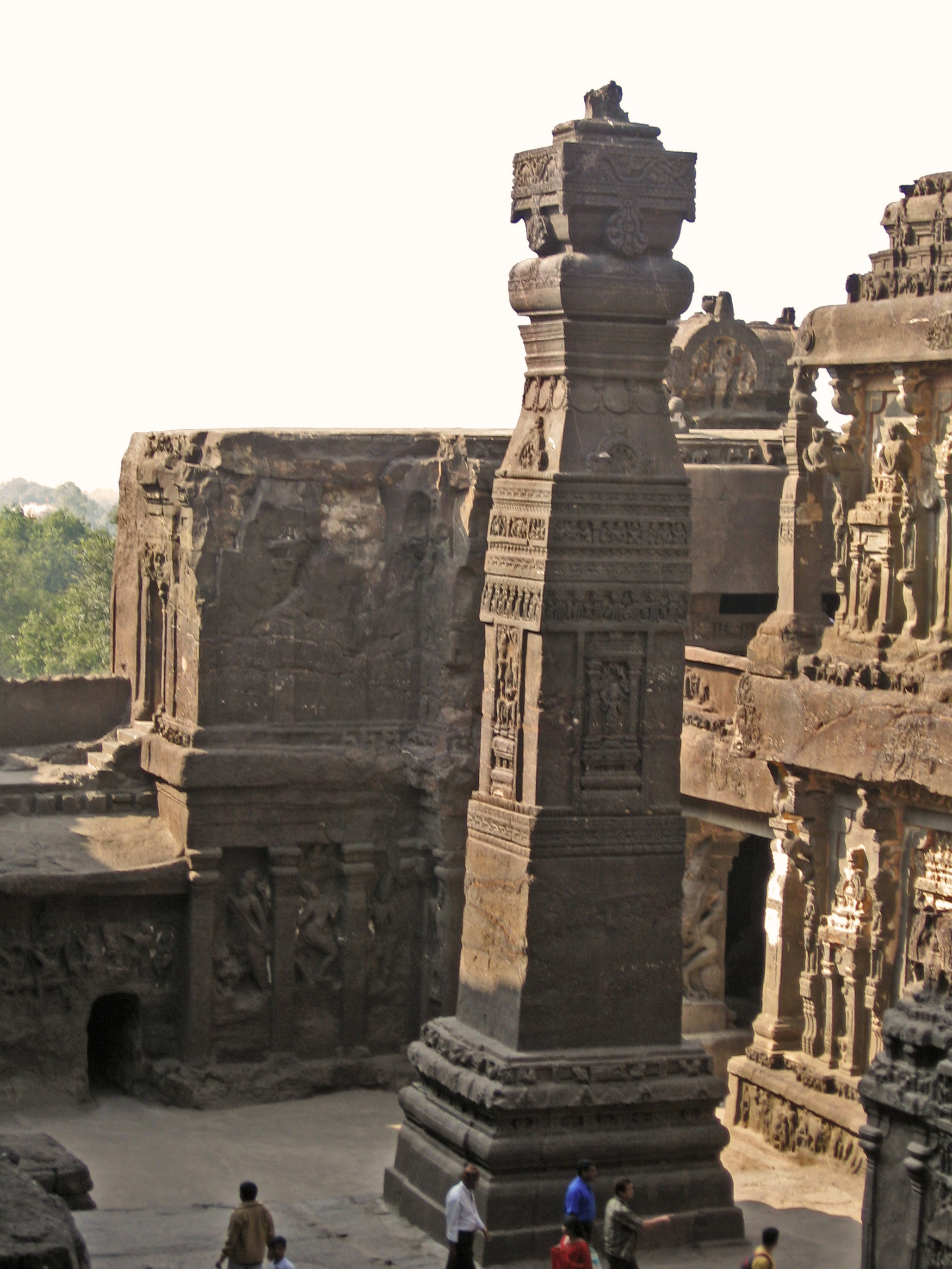
Pilar de pedra tallada al temple Kailash
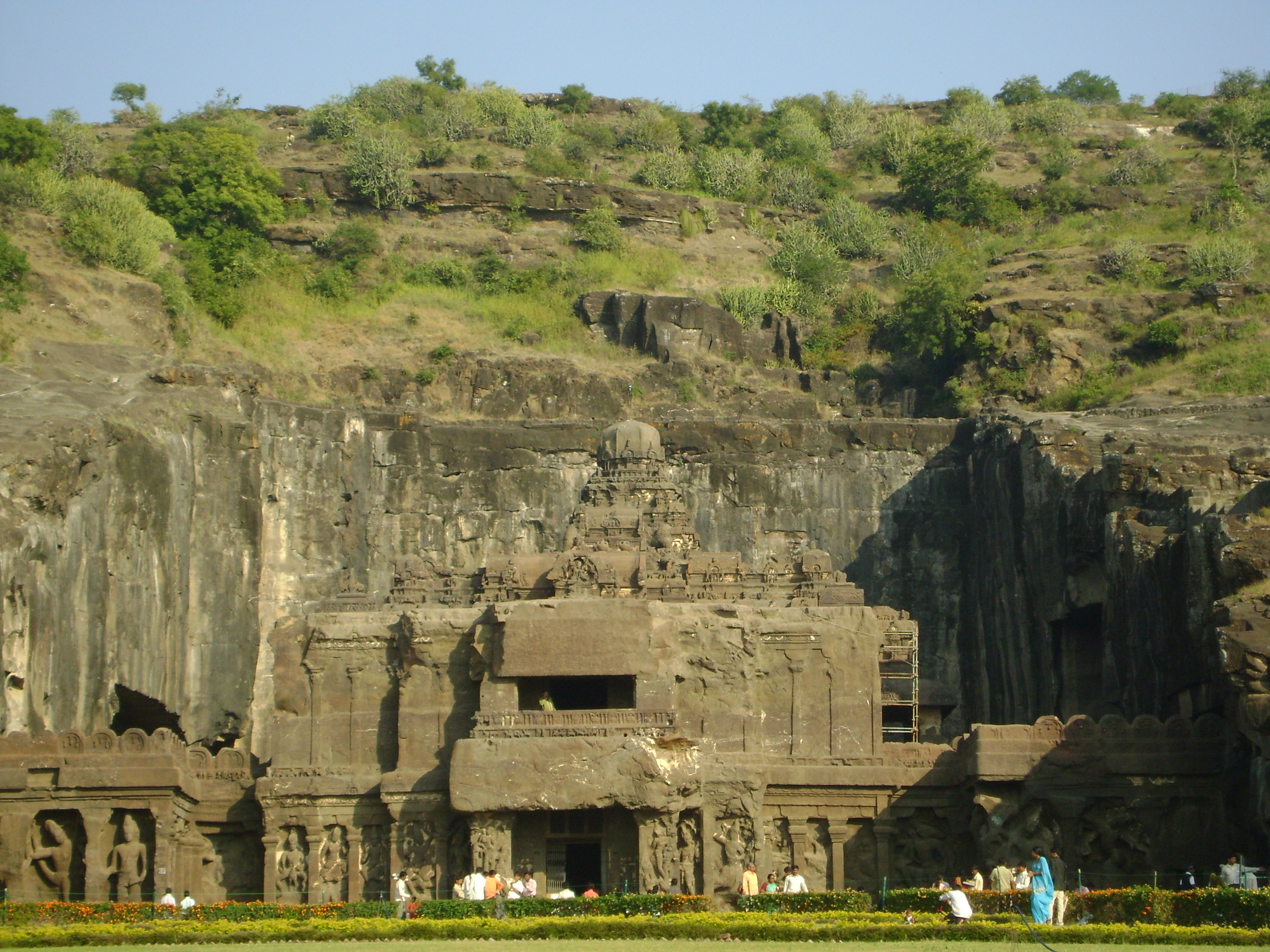
Cova 16
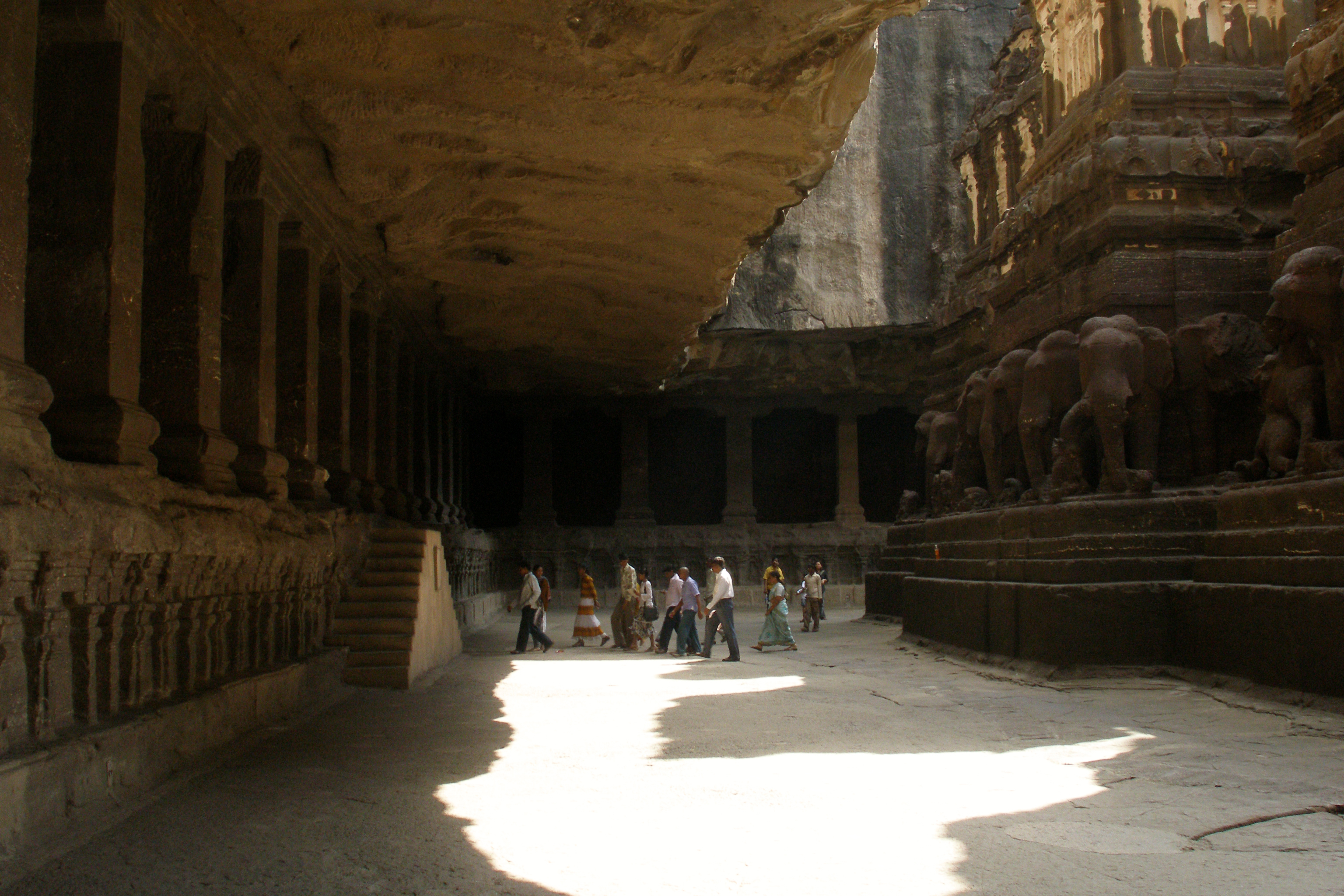
Coves d'Ellora
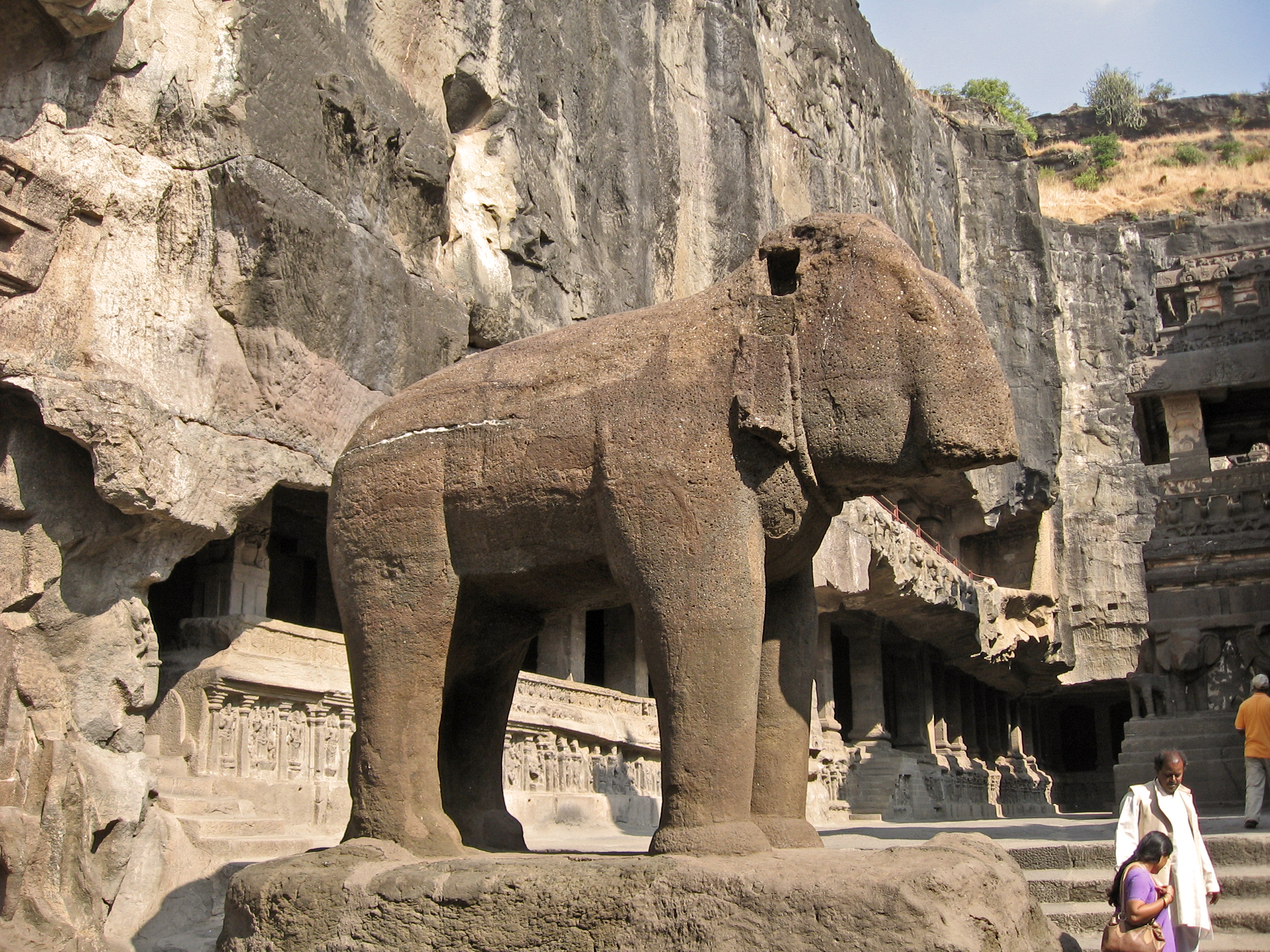
Un elefant tallat a la roca
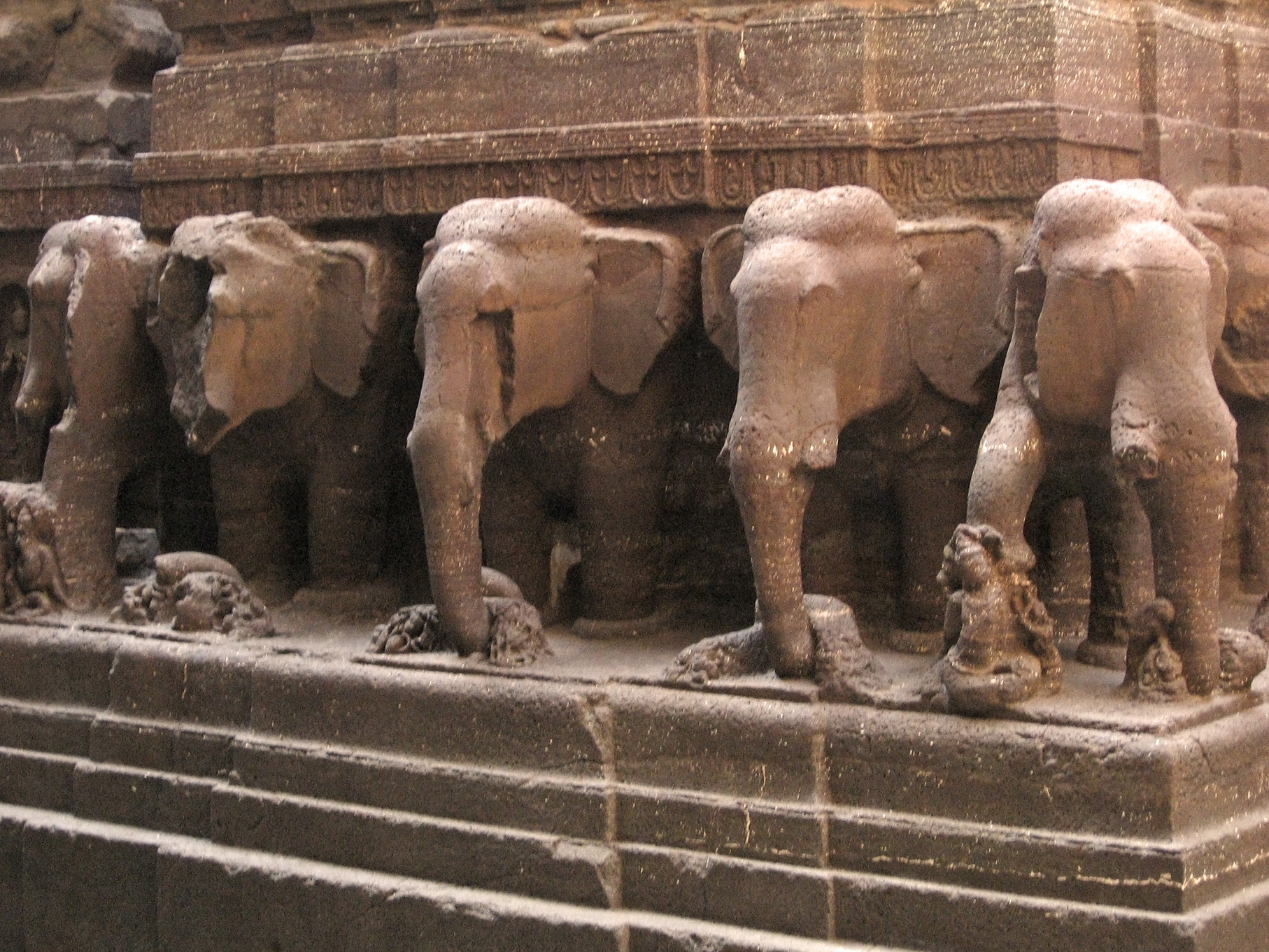
Elefants tallats a la roca
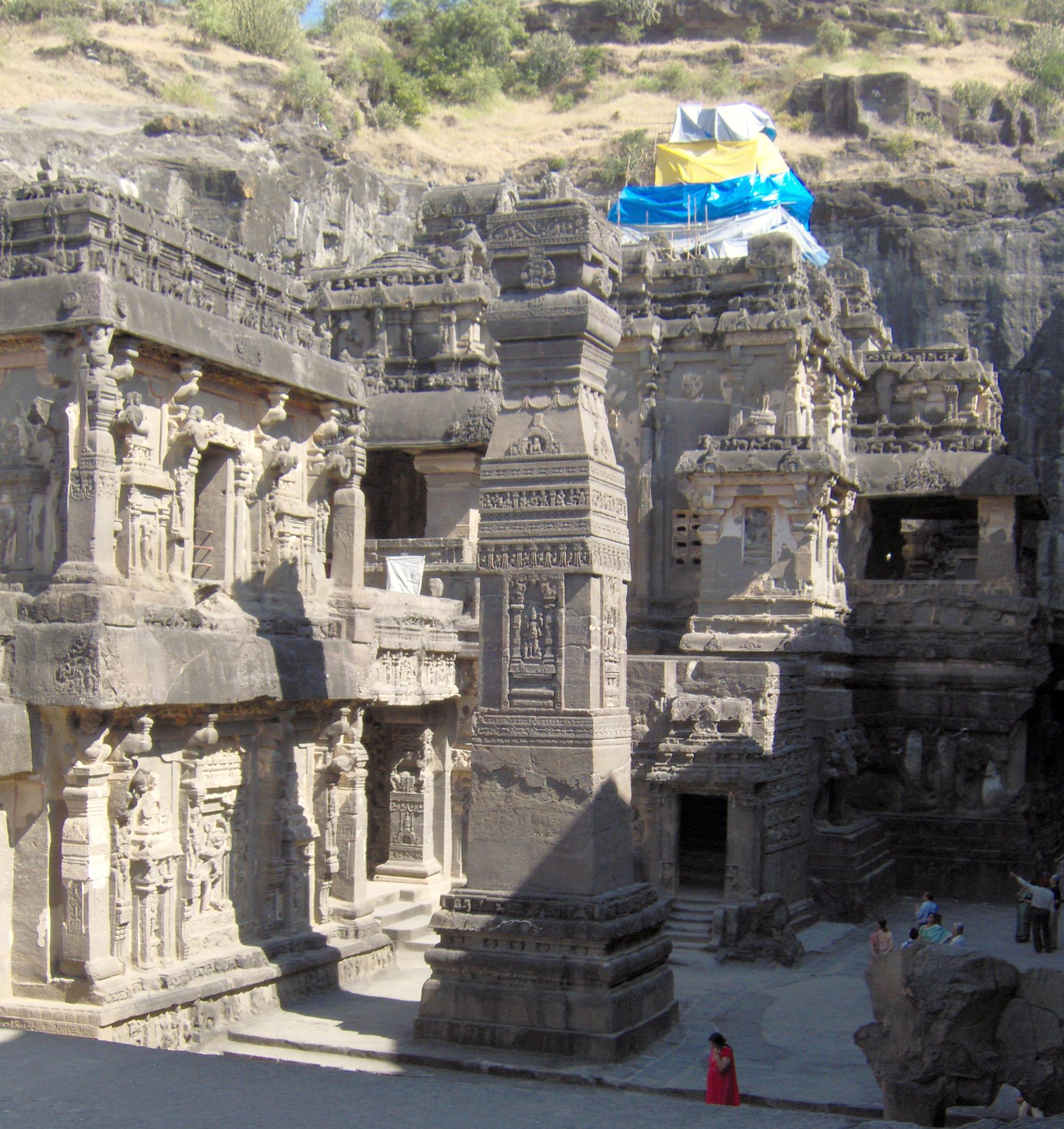
Temple de Kailash
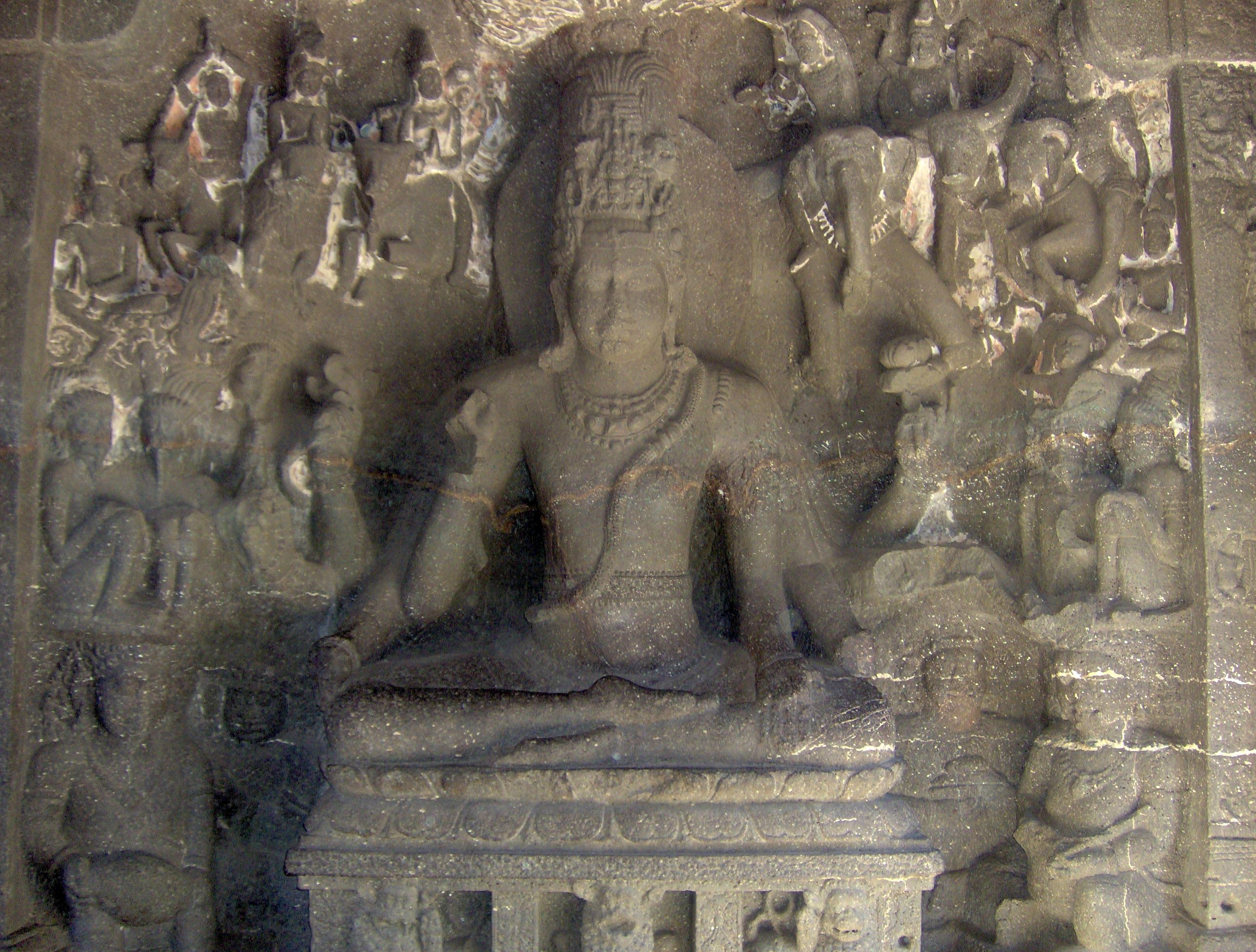
Panell de Siva